# One Step Closer
One Step Closer – pierwszy singel amerykańskiego zespołu numetalowego Linkin Park. Jest on również pierwszym, który promował ich debiutancką płytę Hybrid Theory. Jest to drugi utwór z tej płyty. Oryginalnie piosenka miała nazywać się "Plaster". Tekst piosenki mówi o tym, że ludzie często robią to, czego nie powinni robić. Piosenka odniosła duży sukces w Australii gdzie zajęła 4 miejsce natomiast w Anglii i Stanach Zjednoczonych zdecydowanie mniejszy – w Anglii zajęła 24 miejsce a w Stanach Zjednoczonych 75. Do piosenki został nakręcony teledysk. Zremiksowana wersja "One Step Closer" znalazła się również na płycie Reanimation pod tytułem "1Stp Klosr", znalazła się ona też na EP Collision Course.

## Lista utworów
1. "One Step Closer"
2. "My December"
3. "High Voltage" (2000 Reprise)

## Twórcy
- Chester Bennington – wokale
- Mike Shinoda – syntezator, sampler
- Brad Delson – gitara
- Joe Hahn – turntablizm, samplery, programowanie
- Rob Bourdon – perkusja
- Scott Koziol – gitara basowa

## Ocena krytyków
Magazyn „Billboard” uznał w swoim zestawieniu najlepszych utworów Linkin Park "One Step Closer" za ich czwartą najlepszą kompozycję i jest zdania, że żaden zespół tak doskonale nie zadebiutował.